# حسن أبو شاهين
حسن أبو شاهين لاعب كرة قدم سعودي و يلعب في الوسط يلعب في نادي الجندل.
لعب سابقاً في الفئات السنية في نادي مضر والنادي الأهلي و لعب بعدها مع نادي الفيصلي ونادي ضمك ونادي العروبة ونادي الطائي ونادي الكوكب ونادي الساحل ونادي الجندل.